# Fernando Marangoni
Fernando José de Souza Marangoni (São Paulo, 22 de janeiro de 1980) mais conhecido como Fernando Marangoni é um advogado e político brasileiro filiado ao União Brasil (UNIÃO).

## Biografia
É formado em Direito. Tem Pós-Doutorado em Direito Tributário e Doutorado em Ciências Sociais.
Foi Secretário de Habitação de Santo André, onde tem domicílio eleitoral, entre 2017 e 2018. 
Em janeiro de 2019, a convite do então governador João Dória, foi nomeado Secretário-adjunto de Habitação do Estado de São Paulo.
Foi Secretário Executivo de Habitação de São Paulo durante a administração Rodrigo Garcia (Partido da Social Democracia Brasileira). Antes, já tinha trabalhado com Garcia quando este foi Secretário de Habitação, sendo seu sub-secretário.
Em abril de 2022 deixou a secretaria para disputar o cargo de deputado federal nas eleições de outubro. Em agosto de 2022 lançou sua candidatura, em evento com presença do governador Garcia e do prefeito de Santo André, Paulo Serra (PSDB).
Em outubro de 2022 se elegeu deputado federal por São Paulo pelo União Brasil com 89.379 votos. É o primeiro deputado domiciliado em Santo André depois de 20 anos sem representação da cidade na Câmara dos Deputados.